# Diano Marina
Diano Marina (ligur nyelven A Maina de Dian vagy Dian) egy olasz község Liguria régióban, Imperia megyében

## Földrajz

Diano Marina község Imperia megye térképén

Diano Marina a Ponentei Riviérán, Imperiától 7 km-re helyezkedik el.
A vele szomszédos települések Diano Castello, Imperia és San Bartolomeo al Mare.

## Gazdaság
Legjelentősebb bevételi forrása az idegenforgalom, valamint a mezőgazdaság. Paradicsomot, bazsalikomot és olivát termesztenek.

## Közlekedés
Megközelíthető az A10 autópályán, az SS1 autóúton. Legközelebbi nemzetközi reptér a Nizza-Côte d'Azur. Állomása a Genova-Ventimiglia vasútvonalon fekszik.

## Fordítás
- Ez a szócikk részben vagy egészben  a   Diano Marina című olasz Wikipédia-szócikk fordításán alapul.  Az eredeti cikk szerkesztőit annak laptörténete sorolja fel. Ez a jelzés csupán a megfogalmazás eredetét és a szerzői jogokat jelzi, nem szolgál a cikkben szereplő információk forrásmegjelöléseként.